# Guesnes
Guesnes és un municipi francès situat al departament de la Viena i a la regió de la Nova Aquitània. L'any 2007 tenia 234 habitants.

## Demografia

### Població
El 2007 la població de fet de Guesnes era de 234 persones. Hi havia 120 famílies de les quals 52 eren unipersonals (24 homes vivint sols i 28 dones vivint soles), 44 parelles sense fills, 20 parelles amb fills i 4 famílies monoparentals amb fills.
La població ha evolucionat segons el següent gràfic:
Habitants censats

### Habitatges
El 2007 hi havia 158 habitatges, 115 eren l'habitatge principal de la família, 29 eren segones residències i 14 estaven desocupats. Tots els 157 habitatges eren cases. Dels 115 habitatges principals, 91 estaven ocupats pels seus propietaris, 15 estaven llogats i ocupats pels llogaters i 9 estaven cedits a títol gratuït; 1 tenia una cambra, 15 en tenien dues, 27 en tenien tres, 34 en tenien quatre i 38 en tenien cinc o més. 83 habitatges disposaven pel capbaix d'una plaça de pàrquing. A 57 habitatges hi havia un automòbil i a 48 n'hi havia dos o més.

### Piràmide de població
La piràmide de població per edats i sexe el 2009 era:
| Homes | Edats   | Dones |
| ----- | ------- | ----- |
| 0     | 95 o +  | 0     |
| 0     | 90 a 94 | 8     |
| 4     | 85 a 89 | 4     |
| 0     | 80 a 84 | 8     |
| 8     | 75 a 79 | 12    |
| 4     | 70 a 74 | 4     |
| 12    | 65 a 69 | 8     |
| 8     | 60 a 64 | 4     |
| 12    | 55 a 59 | 8     |
| 4     | 50 a 54 | 4     |
| 8     | 45 a 49 | 4     |
| 8     | 40 a 44 | 4     |
| 16    | 35 a 39 | 16    |
| 0     | 30 a 34 | 4     |
| 8     | 25 a 29 | 12    |
| 4     | 20 a 24 | 4     |
| 8     | 15 a 19 | 4     |
| 20    | 10 a 14 | 4     |
| 12    | 5 a 9   | 4     |
| 8     | 0 a 4   | 16    |

## Economia
El 2007 la població en edat de treballar era de 133 persones, 98 eren actives i 35 eren inactives. De les 98 persones actives 83 estaven ocupades (50 homes i 33 dones) i 15 estaven aturades (3 homes i 12 dones). De les 35 persones inactives 13 estaven jubilades, 6 estaven estudiant i 16 estaven classificades com a «altres inactius».

### Ingressos
El 2009 a Guesnes hi havia 115 unitats fiscals que integraven 233 persones, la mediana anual d'ingressos fiscals per persona era de 13.247 €.

### Activitats econòmiques
Dels 8 establiments que hi havia el 2007, 2 eren d'empreses de fabricació d'altres productes industrials, 3 d'empreses de construcció, 1 d'una empresa de transport i 2 d'empreses d'hostatgeria i restauració.
Dels 4 establiments de servei als particulars que hi havia el 2009, 1 era un paleta, 1 guixaire pintor i 2 restaurants.
L'any 2000 a Guesnes hi havia 8 explotacions agrícoles que ocupaven un total de 284 hectàrees.

## Poblacions més properes
El següent diagrama mostra les poblacions més properes.